# Maria Costanza Panas
Maria Costanza Panas, née le 5 janvier 1896 en Italie, morte le 28 mai 1963, est une religieuse clarisse italienne, abbesse du monastère de Fabriano. Elle est également poétesse et peintre.
Reconnue vénérable par le pape François en 2016, elle est en voie de béatification, un miracle dû à son intercession ayant été reconnu en février 2022. La cérémonie de sa béatification est prévue le 9 octobre 2022. Elle est fêtée le 28 mai.

## Biographie
Agnese Pacifica Panas naît à Alano di Piave dans la province de Belluno le 5 janvier 1896,,.
Ses parents, n'ayant plus de travail, doivent émigrer en 1902 aux États-Unis,. Elle a alors six ans, elle est confiée à son oncle don Angelo, un chapelain, jusqu'au retour de ses parents en 1910. Elle effectue des études jusqu'à obtenir en 1913 le brevet d'enseignante.
Agnese Panas enseigne alors à Conetta, sur la commune de Cona dans la province de Venise. Elle mène une vie « frivole » jusqu'à sa rencontre avec le prêtre qui devient son directeur spirituel, Louis Fritz,. Elle fait « vœu de plume » pour réparer ses écrits profanes antérieurs.
Elle ressent la vocation religieuse, se heurte à la volonté de ses parents, mais passe outre et intègre le 11 octobre 1917 le monastère de Fabriano,. Elle prend l'habit en avril 1918, sous le nom de sœur Maria Costanza.
Sœur Maria Costanza Panas devient maîtresse des novices en 1927, puis elle est élue abbesse en juin 1936. En tant qu'abbesse, elle accueille de nombreux retraitants dans son monastère, notamment des prêtres, dont quelques-uns deviennent ses « fils » spirituels. Elle montre une particulière qualité d'écoute, fait partager sa sérénité et donne des conseils appréciés. Elle entretient une large correspondance, avec finesse et affabilité.
Elle continue à écrire de nombreux ouvrages, surtout sur la vie contemplative. Elle est aussi poétesse et artiste peintre.
Abbesse pendant seize ans consécutifs, elle n'est pas réélue en 1952. Elle est réélue abbesse trois ans plus tard en 1955, puis réélue jusqu'à sa mort.
Atteinte pendant huit ans de polyarthrite rhumatoïde, de crises d'asthme, de phlébite et de crises cardiaques, elle passe au lit trois des dernières années de sa vie. Elle est cependant élue au conseil fédéral des Clarisses capucines d'Italie centrale.
À la nouvelle de l'agonie du pape Jean XXIII, elle offre sa vie pour Vatican II,. Elle meurt le 28 mai 1963 de pleurésie dans son monastère de Fabriano, entourée des religieuses de sa communauté.

## Béatification
La cause pour la béatification de Maria Costanza Panas est ouverte dans le diocèse de Fabriano-Matelica. Après l'instruction diocésaine, le dossier est transmis à Rome auprès de la Congrégation pour les causes des saints.
La Congrégation donne le 4 octobre 2016 un avis positif sur l'héroïcité de ses vertus. Maria Costanza Panas est reconnue vénérable peu après par le pape François lorsqu'il autorise le 10 octobre suivant la signature du décret sur l'héroïcité des vertus,.
Un miracle dû à son intercession est reconnu en février 2022, concernant la guérison d'un nouveau-né. Elle doit être proclamée bienheureuse lors de la cérémonie de béatification prévue le 9 octobre 2022.
Elle est fêtée le 28 mai.